# Ròchabòucòrt
La Ròcha Beucort e Argentina (en francès La Rochebeaucourt-et-Argentine) és un municipi francès situat al departament de la Dordonya i a la regió de la Nova Aquitània.

## Demografia
| 1962                                       | 1968 | 1975 | 1982 | 1990 | 1999 | 2007 |
| ------------------------------------------ | ---- | ---- | ---- | ---- | ---- | ---- |
| 479                                        | 459  | 408  | 411  | 424  | 397  | 398  |
| Des de 1962: població sense dobles comptes |      |      |      |      |      |      |

## Administració
| Període   | Identitat         | Partit |
| --------- | ----------------- | ------ |
| 1971-2008 | Yves Rousseau     |        |
| 2008-     | Jean-Noël Lefranc |        |